# Оводов, Яков Леонтьевич
Яков Леонтьевич Оводов (5 ноября 1916 — 9 сентября 1999) — помощник командира 133-го истребительного авиационного Барановичского Краснознамённого полка по воздушно-стрелковой службе 234-й истребительной авиационной дивизии, 6-го истребительного авиационного корпуса, 16-й воздушной армии, 1-го Белорусского фронта, Герой Советского Союза.

## Биография
Родился 5 ноября 1916 года в селе Мордовский Карай ныне Романовского района Саратовской области.
Окончил семь классов неполной средней школы в родном селе и школу фабрично-заводского ученичества в Подольске Московской области. Работал слесарем на заводе.
Член ВКП(б)/КПСС с 1942 года.
В 1938 году призван в ряды Красной Армии. Окончил Борисоглебскую военную авиационную школу. В боях Великой Отечественной войны с февраля 1942 года. Сражался на Крымском, Калининском, Центральном и 1-м Белорусском фронтах. Принимал участие в обороне и освобождении Крыма, в боях по ликвидации Ржевского плацдарма противника, Курской битве, освобождении Белоруссии, Польши, разгроме врага на территории Германии.
20 февраля 1942 года четыре «чайки», на одной из которых летел Оводов, возвращались с боевого задания. Горючее было на исходе. В это время на них коршунами налетели восемь новейших немецких истребителей Ме-109-4-бис. Имея явное преимущество в скорости и вооружении, гитлеровцы рассчитывали быстро расправиться с советскими лётчиками. Однако замысел фашистов был сорван.
Ведущий группы «чаек» майор Куренной стал охранять двух необстрелянных лётчиков, вступив в бой с четырьмя «мессерами», а Оводову приказал взять на себя вторую вражескую четвёрку. Помня золотое правило: «истребитель обороняется только нападением», — Оводов смело вступил в неравную схватку с гитлеровцами. Он маневрировал, уклонялся от пулемётно-пушечных очередей противника и при случае сам яростно набрасывался на врагов, «щипал» их огнём.
Одна из его атак увенчалась успехом. После короткой очереди «мессер» на секунду завис в воздухе, замер на месте, а потом камнем упал на землю. Почти одновременно свалил стервятника и майор Куренной. Спесь с фашистов была сбита. Оттянув противника на свою территорию, наши лётчики без потерь вышли из боя и благополучно приземлились на своем аэродроме.
Ещё более замечательную победу одержал Оводов 11 июля 1943 года во время оборонительного сражения под Курском. На высоте 800 метров 8 наших «яков» шли под облаками на прикрытие наземных войск. Над станцией Поныри облачность поднялась на 3000 метров. Лётчики стали набирать высоту, и в это время были внезапно атакованы 19 истребителями ФВ-190.
Кроме более чем двойного численного превосходства, противник имел ещё и преимущество в высоте. Группа Оводова оказалась в невыгодных условиях. Ведущий приказал лётчикам немедленно подниматься к облакам. Противник тем временем зажал «яков» а клещи. Огрызаясь огнём, умело отражая атаки противника, наши лётчики за 30 минут воздушного боя обили 5 вражеских самолётов. Два из них уничтожил капитан Оводов.
К апрелю 1945 года помощник командира 133-го истребительного авиационного Барановичского Краснознаменного полка по воздушно-стрелковой службе майор Оводов совершил 224 боевых вылета, в 69 воздушных боях сбил 18 самолётов противника.
Всего за время участия в военных действиях совершил 230 боевых вылетов, в 76 воздушных боях лично сбил 20 вражеских самолётов. Свой последний, 20-й по счёту, самолёт противника сбил под Берлином 29 апреля 1945 года. Это было уже после того, как был представлен к высокому званию Героя Советского Союза. В 1944 году окончил курсы усовершенствования офицерского состава.
Указом Президиума Верховного Совета СССР от 15 мая 1946 года за мужество и героизм, проявленные в воздушных боях с немецко-фашистскими захватчиками майору Якову Леонтьевичу Оводову присвоено звание Героя Советского Союза с вручением ордена Ленина и медали «Золотая Звезда» (№ 7009).
После окончания Великой Отечественной войны продолжал службу в Военно-воздушных силах СССР. С 1954 года — в запасе. Жил в Киеве, работал в Госплане УССР.
Умер 9 сентября 1999 года. Похоронен в Киеве на Лесном кладбище.

## Награды
Награждён орденом Ленина (1946), тремя орденами Красного Знамени (1942, 1944 — 2), двумя орденами Отечественной войны 1-й степени (1943, 1985), Красной Звезды (1953), медалями «За взятие Берлина», «За освобождение Варшавы» и четырьмя другими медалями.